# Jacques Fred Petrus
Jacques Fred Petrus (1948-1987) est un musicien, deejay et producteur musical français, pionnier de la vague post-disco.

## Biographie
Né à Sainte-Anne (Guadeloupe), Jacques devient mécanicien à bord d'un cargo qui fait route pour l'Europe ; il arrive à Paris en 1968 où il commence à être deejay pour différents nightclubs. Il travaille entre autres au Club Saint-Hilaire, rue de Ponthieu, dirigé par François Patrice.
Au début des années 1970, il décide de partir pour Milan, travaille au club Good Mood et rencontre Mauro Malavasi, à cette époque étudiant et musicien accompli originaire de Bologne. Les deux amis décident de fonder vers 1975 une société de production musicale, Goody Music Productions (GMP), dont l'ambition première est d'importer des tubes américains en Italie et sur la Riviera. En 1978, ils fondent un label musical, Goody Music Records (en) et leur studio d'enregistrement ouvre à Bologne.
Le duo mixe le style disco américain aux premiers sons électroniques, à travers des formations comme Macho, Revanche, Peter Jacques band, Zinc, et surtout, Change. En octobre 1978, le hit I'm a Man, une reprise par Macho d'une composition signée The Spencer Davis Group, d'une durée de près de 18 minutes, devient numéro 1 aux États-Unis au Hot Dance Club Songs. Historiquement, ce tube, inscrit dans la vague Euro disco, peut être considéré comme le premier du post-disco, entièrement produit par des musiciens italiens,.
En 1979, Petrus ouvre une antenne de production à New York, qu'il baptise Little Macho Music, qui pilote les opérations et contrôle Goody Music Productions jusqu'en 1982, enchaînant les succès, avec des musiciens comme Davide Romani, Paolo Ginlolio et Rudy Trevisi, et des formations comme B. B. & Q. Band et The Ritchie Family, pour l'album I'll Do My Best. En 1983, Petrus rompt avec Malavasi, retourne à Milan où il fonde la société de production Renaissance International et le label Full Time Records. Les causes officielles de son départ de New York sont dues à des problèmes fiscaux et à un fort endettement,.
Entre 1984 et 1985, Petrus continue de produire B.B.&Q. Band, Peter Jacques Band et Change, toutefois avec moins de succès. Il accumule les problèmes de gestion et fonde un nouveau label, Vedette International. En 1986, le fisc américain, l'IRS, lui réclame un important arriéré d'impôts, et Petrus décide de se réinstaller en Guadeloupe, renonçant à la production.
Propriétaire du club L'Élysée Matignon situé au Bas-du-Fort, quartier du Gosier en Guadeloupe, Petrus y est assassiné le 8 juin 1987 par un tueur non identifié, un touriste d'origine suisse qui se serait disputé avec lui. L'affaire, à ce jour, reste non élucidée.

## Production discographique
Elle comprend plus d'une centaine de titres.
- 1980 : Change, A Lover's Holiday, nommé 7 fois aux Grammy Awards.
- 1981 : Change, Miracles